# 1967年11月2日日食
1967年11月2日日食是一次日全食，發生於1967年11月2日（西半球大多為11月1日）。新月當天（即朔日），地球上觀測到月球和太阳的角距離極小，此時月球如果恰好在月球交點附近，穿過太阳和地球之間，與地球、太阳接近一直線，則會出現日食。月球本影接觸地表而使該區域完全得不到陽光，就會形成日全食，同時在本影兩側數千公里的半影範圍內遮擋部分陽光，形成日偏食。此次日全食只經過了南乔治亚和南桑威奇群岛東南方的部分海域，日偏食則覆蓋了非洲南部、南极洲大部分及周邊部分地區。

## 日食概況

### 出現區域
此次日全食發生時，月影軸線未經過地球，僅從地球南端以外掠過，本影擦過南冰洋和大西洋南部交界處、南乔治亚和南桑威奇群岛東南方的部分區域，是地球上唯一能看到此次日全食的地方。整個過程中，全食帶未經過任何陸地。
除了上述極短的全食帶內能看見日全食之外，月球半影覆蓋範圍內都能看到日偏食，包括南极洲除南極半島一帶以外的絕大部分、中部非洲南部、南部非洲、东非南部、戈夫岛、凱爾蓋朗群島、麦夸里岛、坎貝爾島。
月球在其軌道上自西向東轉動，發生日食時，月球在地球表面的陰影也大多自西向東移動，而從地球上看，太陽的西側先被月球遮掩，然後逐漸向東。但此次日食發生在南半球的夏季，地軸南端向太陽方向傾斜，月球本影經過了晨昏圈最南端附近的區域，因而在整個本影經過的全食帶，以及一部分被半影覆蓋、看到日偏食的區域內，月影在地表自東向西移動，地面上看到的太陽東側最先被月球遮掩。全食帶及多數偏食區域內的日食都發生在11月2日，而南极洲沒有確定使用的时区，且許多區域處於極晝，從地理位置上看，西部南極洲的部分地區在11月1日夜晚看到日偏食，其中更有一部分處於極晝地區的日偏食在11月1日子夜前不久開始，在11月2日凌晨結束。
整個20世紀只有5次月影軸線未經過地球而本影或偽本影擦過地球一端的日食，包括3次日全食和2次日環食。本次是20世紀最後的一次這類日食，上一次是1957年10月23日的日全食，而下次則是2014年4月29日的日環食。

### 基本參數
- 類型：日全食
- 食甚中心處（位於南桑威奇群島最南端以南約290公里的南冰洋）資料：
  - 時間：1967年11月2日5:38:18.1
  - 地點：62°2.4′S 27°54.7′W / 62.0400°S 27.9117°W
  - 食分：1.0126（全食帶內最大）

## 相關的日月食

### 月全食
1967年10月18日的月全食在本次日全食之前半個月發生，同屬一個食季。這是自1957年10月23日的日全食和1957年11月7日的月全食以來首次出現一個食季中的日食和月食均為全食，即日全食和月全食相隔僅半個月相繼發生，而巧合的是，不到1年之後，1968年9月22日的日全食和1968年10月6日的月全食就再次相隔僅半個月相繼發生。

### 1964-1967年的日食
月球交替位於相對的月球交點時，以半個交點年（食年），即約177天又4小時間隔出現下列日食。
註：1964年1月14日和1964年7月9日的日偏食屬於上一組交點年系列。
| 升交點   | 升交點                   |          | 降交點                   | 降交點 |
| 沙羅周期 | 地圖                     | 沙羅周期 | 地圖                     |        |
| 117      | 1964年6月10日 偏食（南） | 122      | 1964年12月4日 偏食（北） |        |
| 127      | 1965年5月30日 全食       | 132      | 1965年11月23日 環食      |        |
| 137      | 1966年5月20日 環食       | 142      | 1966年11月12日 全食      |        |
| 147      | 1967年5月9日 偏食（北）  | 152      | 1967年11月2日 全食       |        |

### 沙羅周期
沙羅周期長度為18年11天。本次日食屬於沙羅周期152，共包含70次日食，依次為1805年7月26日至1949年10月21日的9次日偏食、1967年11月2日至2490年9月14日的30次日全食、2508年9月26日至2544年10月17日的3次全環食（亦稱混合食）、2562年10月29日至2923年6月5日的22次日環食、2941年6月16日至3049年8月20日的6次日偏食，總共歷時1244.08年。其中最長的全食發生於2328年6月9日，共持續5分16秒。
下表列舉了1901年至2100年間發生的屬於該周期的11次日食，是第7至17次：
| 7             | 8              | 9              |
| ------------- | -------------- | -------------- |
| 1913年9月30日 | 1931年10月11日 | 1949年10月21日 |
| 10            | 11             | 12             |
| 1967年11月2日 | 1985年11月12日 | 2003年11月23日 |
| 13            | 14             | 15             |
| 2021年12月4日 | 2039年12月15日 | 2057年12月26日 |
| 16            | 17             |                |
| 2076年1月6日  | 2094年1月16日  |                |

## 資料來源
1. ↑  樊忠玉. . 中国天文科普网.   [2016-03-20]. （原始内容存档于2014-09-17）.
2. 1 2  Fred Espenak. . NASA Eclipse Web Site.   [2016-03-20]. （原始内容存档于2020-10-21）.（英文）
3. ↑  Fred Espenak. . NASA Eclipse Web Site.   [2016-03-20]. （原始内容存档于2020-10-21）.（英文）
4. ↑  Xavier M. Jubier. .   [2016-03-20]. （原始内容存档于2019-06-11）.（法文）（英文）
5. 1 2  Fred Espenak. . NASA Eclipse Web Site.   [2016-03-20]. （原始内容存档于2008-08-29）.（英文）
6. ↑  Fred Espenak. . NASA Eclipse Web Site.   [2016-03-20]. （原始内容存档于2008-08-08）.（英文）
7. ↑  Fred Espenak. . NASA Eclipse Web Site.（英文）

## 外部連結
- NASA日食專頁（页面存档备份，存于）（英文）
- 可見區域圖和時間統計：由弗雷德·埃斯佩纳克做出的日食預報，NASA/GSFC
  - Google互動地圖呈現的日食範圍
  - 貝塞爾元素
- Google地圖顯示的日全食和日偏食範圍（页面存档备份，存于）（法文）（英文）

| \| \| 日食 \|                            |                              |                                           |
| 上一次日食： 1967年5月9日日食 （日偏食） | 1967年11月2日日食 （日全食） | 下一次日食： 1968年3月28日日食 （日偏食） |
| 上一次日全食： 1966年11月12日日食        | 1967年11月2日日食 （日全食） | 下一次日全食： 1968年9月22日日食          |
|                                          | 日食                         |                                           |